# 캐나다 동맹
캐나다 동맹(프랑스어: Alliance canadienne), 정식 명칭 캐나다 개혁 보수 동맹(프랑스어: Alliance réformiste-conservatrice canadienne)은 2000년부터 2003년까지 캐나다 우익 연방 정당의 중도우파였다. 캐나다 동맹은 캐나다 개혁당의 새 이름이었으며 캐나다 하원의 공식 야당으로서의 지위뿐만 아니라 포퓰리즘 정책의 많은 부분을 물려받았다. 당은 사회 프로그램에 대한 정부 지출을 줄이고 세금을 인하하는 등 재정적으로나 사회적으로 보수적인 정책을 지지했다.
이 동맹은 캐나다 개혁당과 몇몇 지방 토리당이 캐나다 진보보수당과 합병하기 위한 수단으로 출범한 유나이티드 얼터너티브(United Alternative) 이니셔티브의 결과였다. 1998년 늦가을에 조 클라크가 이끄는 연방 진보보수당은 "우익을 통합"하려는 발의를 거부했다. 스톡웰 데이(Stockwell Day)가 이끄는 연합이 패배하고 2000년 연방 선거에서 자유당 다수당 정부가 3년 연속 승리한 후 회담이 재개되었고 2003년 12월 캐나다 연합과 진보 보수당은 마침내 캐나다 보수당으로 합병하기로 결정했다.

## 같이 보기
- 캐나다의 정당
- 캐나다의 정치